# 唐灭刘黑闼之战
唐灭刘黑闼之战，唐高祖武德四年（621年）七月至武德六年（623年）正月，原隋末河北夏王窦建德部将刘黑闼起兵反唐最终被唐朝消灭的作战。
武德四年（621年）七月，窦建德于长安被杀后，其藏匿民间的旧将害怕唐朝官吏追杀，高雅贤、王小胡、范愿、董康买、曹湛等人共推刘黑闼为首领，聚众百余人，准备为窦建德报仇，起兵反唐。七月十九日，刘黑闼率众占据漳南县（今河北省故城县东北）。七月二十二日，唐朝命淮安王李神通为山东道行台右仆射，负责征讨刘黑闼。
八月十二日，刘黑闼等攻陷鄃县（今山东省夏津县），魏州刺史权威、贝州刺史戴元祥出战阵亡。刘黑闼尽收其器械及部下千余人。窦建德旧部多来归顺，刘黑闼拥众两千，在漳南筑坛祭奠窦建德，自称大将军。唐高祖发关中步骑兵三千，命将军秦武通、定州总管李玄通率军征讨，又命幽州总管李艺引兵会剿。八月二十二日，刘黑闼攻下历亭县（今山东省武城县东北旧城东），杀唐朝屯卫将军王行敏。原窦建德所任命的深州刺史崔元逊和数十名同党在车上埋伏甲士，盖上谷物，直入深州（治安平县）府门，伏兵呐喊而出，杀唐朝任命的刺史裴晞，归顺刘黑闼。
九月，李神通率关内兵到冀州（治信都县，今河北省冀州市），与李艺军会师，又征调邢、洺、相、魏、恒、赵等州兵共五万余人，与刘黑闼军战于饶阳城（今河北省饶阳县东北）南。唐军列阵十余里，刘黑闼人少，沿河堤成单行阵，抗拒唐军。当时风雪交加，李神通乘风进击，不久风向逆转，刘黑闼趁势反击，唐军大败，兵马损失三分之二。李艺居阵西，进破刘黑闼部将高雅贤，得知大军失利，退守藁城，刘黑闼进击，李艺军败，其将薛万均、薛万彻被俘虏，李艺率军逃回幽州。刘黑闼兵势大盛，传檄黄河两岸，号召窦建德旧部和民众反唐。
十月，刘黑闼攻陷瀛州（治河间县，今河北省河间市），杀瀛州刺史卢士叙。观州（今河北省东光县、阜城县一带）人抓住其刺史雷德备，以城投降刘黑闼。毛州（治今河北省馆陶县）百姓董灯明等杀死刺史赵元恺，响应刘黑闼。十一月十九日，刘黑闼军攻占定州（治安喜县，今河北省定州市），总管李玄通被俘虏后自杀。十一月二十七日，杞州（治雍丘县，今河南省杞县）人周文举杀刺史王文矩，归附徐圆朗。
十二月初三，刘黑闼攻陷冀州，杀刺史麴稜。刘黑闼将兵数万进攻宗城（今河北省威县东），守宗城的黎州总管李世勣放弃宗城，退保洺州（治永年县，今河北省邯郸市永年区东南）。刘黑闼率军追击，十二月十二日大败李世勣，杀死步卒五千。十二月十四日，洺州土豪响应，刘黑闼进入洺州城。十二月十七日，刘黑闼军攻陷邢州（治龙冈县，今河北省邢台市）、赵州（治平棘县，今河北省赵县）。十二月十八日，攻陷魏州（治贵乡县，今河北省大名县东北），杀魏州总管潘道毅。十九日，攻陷莘州（治今山东省莘县）。十二月二十四日，攻陷相州（治安阳县），擒获刺史房晃，右武卫将軍张士贵突围逃走。继而攻陷黎州（治今河南省浚县东北）、卫州（治卫县，今河南省淇县东）二州。刘黑闼軍恢复窦建德故地，又北连东突厥，颉利可汗派俟斤宋邪那率突厥兵援助。武德五年（622年）正月，刘黑闼自称汉东王，改年号为天造，国都为洺州，恢复窦建德时文武官的职位，律法行均效法窦建德。
秦王李世民率军到达获嘉，刘黑闼于是放弃相州。正月三十日，双方在徐河（今河北省保定市东北）交战，汉东军大败，洺水县人李去惑占据城池降唐。二月，刘黑闼攻打洺水城，二月十七日，李世民收复邢州。二月二十四日，李艺率軍夺回定州、栾州（治今河北省隆尧县东）、廉州（治今河北省石家庄市藁城区）、赵州四州。因大雪，唐军无法增援，洺水城于二月二十五日陷落，罗士信遇害。二月二十九日，李世民率军夺回洺水城。三月，刘黑闼果然率领二万步骑兵南渡洺水，逼近唐营列阵。李世民以骑兵攻打刘黑闼的前军。守吏決堰，河水淹没渡河的刘黑闼后军，刘黑闼和范愿投奔突厥，唐朝尽复沦陷州县。
李世民被唐高祖调回长安。武德五年（622年）六月，刘黑闼再次借用突厥兵反唐，下博之战击败淮阳王李道玄。十月已尽复故地，齐王李元吉畏其兵强不敢东进，朝野震动。朝臣多主张派秦王李世民领军平乱，太子中允王珪、太子洗马魏征担心李世民击败刘黑闼后，声望更高，于是劝说太子李建成请求出征，自取功名，趁机结交山东豪杰，以保储位。
十一月，唐高祖令李建成将兵讨伐刘黑闼，陕东道大行台及山东道行军元帅、河南、河北各州均受其指挥，有权便宜从事。十一月二十二日，李元吉派兵在魏州击败刘黑闼弟刘十善军。刘黑闼南进，自相州以北州县皆归附刘黑闼，只有魏州总管田留安拒守，刘黑闼久攻魏州不下，南取元城（今山东省莘县西）再回军攻打魏州无果。
十二月十一日，刘黑闼军攻下恒州（治正定县），杀唐朝恒州刺史王公政。十二月十六日，李艺收复廉州、定州二州。十七日，田留安击败刘黑闼莘州刺史孟柱，将其俘获。六千将卒降唐。十二月十八日，并州刺史成仁重击败范愿。刘黑闼久攻魏州不下，李建成和李元吉率主力北至昌乐（今河南省南乐县西北），与刘黑闼对峙。
李建成采纳魏征建议，释放俘虏，瓦解刘黑闼军。刘黑闼粮草已尽，部属多逃亡，有的抓住将官降唐。刘黑闼见众心涣散，又害怕唐军内外夹击，在夜晚逃到馆陶，永济渠桥没有架好，难以渡过。十二月二十五日，李建成和李元吉率大军抵达，刘黑闼命部将王小胡背水列阵，自己见到桥已搭好，于是过河西逃。刘黑闼部将士见主帅先跑，军心涣散，被唐軍击败，落水死者数千人，余部弃甲投降。唐军乘胜过桥追击，刘黑闼率数百骑逃脱。李建成命骑将刘弘基追击。定州总管双士洛封闭了刘黑闼逃往突厥的去路。武德六年（623年）正月初五，刘黑闼逃至饶阳（今河北省饶阳县东北），从者仅百余人，想要入城找吃的，被其饶州刺史诸葛德威引诱到城边俘获，送给李建成，刘黑闼和刘十善在洺州处决。